# 龙台镇 (中江县)
龙台镇，是中华人民共和国四川省德阳市中江县下辖的一个乡镇级行政单位。2019年12月，撤销双龙镇和高店乡，将其所属行政区域划归龙台镇管辖。

## 行政区划
龙台镇下辖以下地区：
横街社区、正街社区、宝庆村、沼源村、顺风村、菱角村、青竹村、横梁村、牟楼村、天堂村、金鱼村、盘龙村、龙安村、玉石村、龙凤村、万荣村、长岭村、爱国村、望龙村、双桂村、梁桥村、葡萄店村、梁佳村、稻花村、支家店村、双溪村、百贤村、八角庙村、攀峰村和金柏村。